# Марченко, Елена Яковлевна
Елена Яковлевна Марченко (1915, село Владиславовка Нижнегорского района Автономной Республики Крым — ?) — украинская советская деятельница, телятница, бригадир колхоза имени Войкова Нижнегорского района Крымской области. Депутат Верховного Совета СССР 5-го созыва.

## Биография
Родилась в крестьянской семье. Родители рано умерли. С 1919 года воспитывалась в детском доме. Окончила семилетнюю школу.
Проживала в городе Гомеле Белорусской ССР. До 1936 года — работница консервного завода.
С 1936 по 1941 год — колхозница колхоза имени Войкова села Владиславовки Нижнегорского района Крымской области.
Во время Великой Отечественной войны оставалась на оккупированной немецкими войсками территории.
С 1944 года — телятница колхоза имени Войкова села Владиславовки Нижнегорского района Крымской области.
Член КПСС с 1959 года.
С 1959 года — бригадир колхоза имени Войкова села Владиславовки Нижнегорского района Крымской области.

## Награды
- орден Ленина (26.02.1958)
- медали
- Почётная грамота Президиума Верховного Совета Украинской ССР